# Sigeheard z Esseksu
Sigeheard z Esseksu – jeden z następców Sebbi na tronie Królestwa Essex. Współrządził wraz z bratem Swaefredem ok. 694–709. Przez krótki czas bracia dzielili władzę również z Offą – synem Sighere.
Sprawa sukcesji po śmierci Sebbi nie była jasna. Sigeheard i Swaefred podzielili się władzą w samym Esseksie, natomiast trzeci z braci, Swaefhard, objął już w 689 kontrolę nad częścią królestwa Kentu i tam pozostał. W 705 Sigeheard popadł w konflikt z królem Ine z Wesseksu, który oskarżył go o ukrywanie na terenie królestwa rywali do korony Wesseksu. Znacznie potężniejszy Ine zagroził nawet zbrojna interwencją, ale Sigeheard zdecydował się na kapitulację i spełnienie jego żądań.
Nieznane sa dalsze losy Sigehearda. Wiadomo, że jego imię pojawia się na dwóch dokumentach zaświadczających granty dla kościoła: zatwierdził dar Ethelreda dla klasztoru w Barking (jest to jedyny zachowany dokument z podpisami obu braci) oraz podpisał nadanie ziemi przez Cenreda z Mercji dla biskupa Waldhere na terenie kontrolowanego przez siebie Middlesex. 
Przy podziale władzy po śmierci Sebbi nie udało się wyeliminować kolejnego pretendenta do tronu – młodego kuzyna Offy i w 709 roku upomniał się on o swoje dziedzictwo. Przynajmniej przez jakiś czas funkcjonował on jako współwładca, ciesząc się dużym poparciem wśród ludu, jednak abdykował.
Nie wiadomo, jak długie było panowanie Sigehearda, jednak wiadomo, że jego następca, Swaefbert, zmarł w 738.